# 1132
El 1132 (MCXXXII) fou un any de traspàs començat en divendres pertanyent a l'edat mitjana.

## Esdeveniments

### Món
- Publicació de l'autobiografia d'Abelard
- El Temple d'Hèrcules es consagra com a església
- Batalla de Nocera[1]
- S'estableix el principat de Kíev
- Gran incendi a la Xina, que provoca mesures extraordinàries pel govern, com l'exempció fiscal de determinats productes

## Naixements
- Rhys ap Gruffydd

## Necrològiques

### Països Catalans
- Guerau II de Cabrera, vescomte de Cabrera i d'Àger.

### Món
- Hug de Grenoble